# Verdienstmedaille für das Erdbeben von Avezzano
Die Verdienstmedaille für das Erdbeben von Avezzano (italienisch „Medaglia di benemerenza per il terremoto di Avezzano“) ist eine Auszeichnung des Königreiches Italien, welche am 8. August 1915 per Dekret durch König Viktor Emanuel III. für Verdienste beim Erdbeben von Avezzano in den Abruzzen vom 13. Januar 1915 in drei Klassen gestiftet wurde. Bei dem Erdbeben starben etwa 30.000 Menschen.
Die bronzene, silberne oder goldene Medaille zeigt auf ihrem Avers das nach links blickende Kopfporträt des Königs umschlossen von der Umschrift, die seinen Namenszug wiedergibt: VITTORIO EMANUELLE III. Das Revers zeigt dagegen innerhalb eines geschlossenen Eichenlaubkranzes die dreizeilige erhaben geprägte Inschrift TERREMOTO / 13 GENNAIO / 1915 (dt.: Erdbeben 13. Januar 1915). Getragen wurde die Medaille an der linken oberen Brustseite des Beliehenen an einem roten Band mit schwarzem Saum.